# Doppruim
De doppruim (Pappea capensis) is een boom uit Zuid-Afrika die tot de zeepboomfamilie behoort. Het is de enige soort in het geslacht Pappea dat vernoemd is naar de botanicus Karl Wilhelm Ludwig Pappe. Op de Zuid-Afrikaanse Rode Lijst komt hij voor in de categorie minste zorg (LC).

## Benamingen
In het Engels wordt de boom Jacket plum, Indaba tree en bushveld cherry genoemd, in het Zoeloe umQhokwane, umVuna, iNdaba; in het Xhosa iliTye, umGqalutye; in het Noord-Sotho mongatane, Mopsinyugane; in het Swati liLetsa en in het Tsonga Xikwakwaxu of Gulaswimbi.

## Beschrijving
De doppruim is een kleine tot middelgrote groenblijvende en langlevende boom (7-13 m hoog). De boom krijgt groenige bloemen die lijken katjes en op de bladbasis geplaatst zijn. De boom is tweehuizig met mannelijke en vrouwelijke bloemen die op verschillende planten voorkomen. De boom bloeit in de zomer van september tot mei en de vruchten worden gevormd van februari tot juli. Vogels nestelen graag in de dichte kroon. De vrucht is een harige groene dop van 10-15 mm grootte die opensplijt om het oranjerode vruchtvlees te tonen dat een enkel zwart zaad bevat. De rode vrucht wordt zowel door dieren, vogels als door mensen gegeten en is verwant aan de lychee.

## Verspreiding
Pappea komt wijdverspreid voor in zuidelijk Afrika van de Noord-Kaap door de droge Karoo, Oost-Kaap, KwaZoeloe-Natal, Mozambique, Zimbabwe en noordelijk tot in Botswana en Zambia. De boom wordt in bosveld, rivierstruweel, graslanden en op rotsen gevonden en groeit vaak boven op een termietenheuvel.
Soms worden er twee vormen onderscheiden (Pappea capensis var. capensis en P. capensis var. radlkoferii). Het betreft hier echter verschillen die samenhangen met de hoeveelheid regenval in een bepaald gebied. Lobengula's Indaba-boom is een oude doppruim. Het woord "indaba" wordt ook wel gebruikt om een politieke bijeenkomst of conferentie aan te geven. Lobengula's boom staat voor het regeringsgebouw in Bulawayo in Zimbabwe.

### Ecologische betekenis

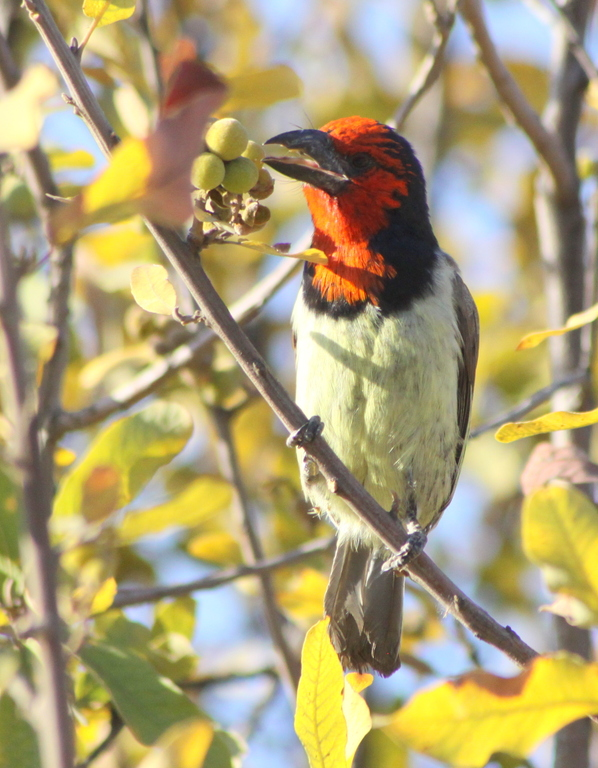
Een zwarthalsbaardvogel (Lybius torquatus) die zich aan doppruimen te goed doet

De vruchten worden door diverse fruitetende vogels en dieren op prijs gesteld en deze dragen bij tot de verspreiding in hun uitwerpselen. Olifanten, giraffen, koedoes, nyala, bosbokken en grijze duikers vreten graag aan de bladeren van de boom en het vee doet hetzelfde. De boom is ook een waardplant voor een aantal vlindersoorten:
- Common hairtail butterfly (Anthene definita)
- Brown playboy butterfly (Virachola antalus)
- Pearlspotted charaxes (Charaxes jahlusa)
- Gold-banded forester (Euphaedra neophron)

De zoetgeurende bloemen trekken een verscheidenheid aan insecten en bloemen aan. Op het zaad parasiteert een klein, helderrood insect (Leptocoris hexophtalma) dat de olie uit het zaad zuigt dat onder de boom gevallen is.

## Gebruik
De vruchten worden gebruikt om jam van te maken of er een alcoholische drank van te maken. Ook azijn wordt er van bereid.
De bladeren, de bast en de olie die uit de zaden verkregen wordt, wordt gebruikt in de traditionele heelkunde tegen kaalheid, ringworm, bloedneus, ooginfecties en geslachtsziektes. De bast wordt ook voor magische doeleinden gebruikt. Er is onderzoek dat stelt dat de bladeren erg effectief zijn in het doden van slakken.
Het hout is hard, lichtbruin met een rode tint en zwaar met een verwrongen nerf. De stam wordt zelden erg dik en geeft daardoor zelden veel bruikbaar hout.